# 康普勒米
康普勒米（法語：Campremy，法語發音：[kɑ̃pʁəmi]）是法国瓦兹省的一个市镇，属于克莱蒙区。

## 地理
康普勒米（49°34'14"N, 2°18'44"E）面积10.21 平方千米，位于法国上法蘭西大區瓦兹省，该省份为法国北部内陆省份，北起索姆省，西接厄尔省和滨海塞纳省，南至塞纳-马恩省和瓦兹河谷省，东临埃纳省。
与康普勒米接壤的市镇（或旧市镇、城区）包括：昂索维莱、邦维莱尔、努瓦耶圣马丹、圣昂德雷法里维莱尔、蒂约、瓦维尼。
康普勒米的时区为UTC+01:00、UTC+02:00（夏令时）。

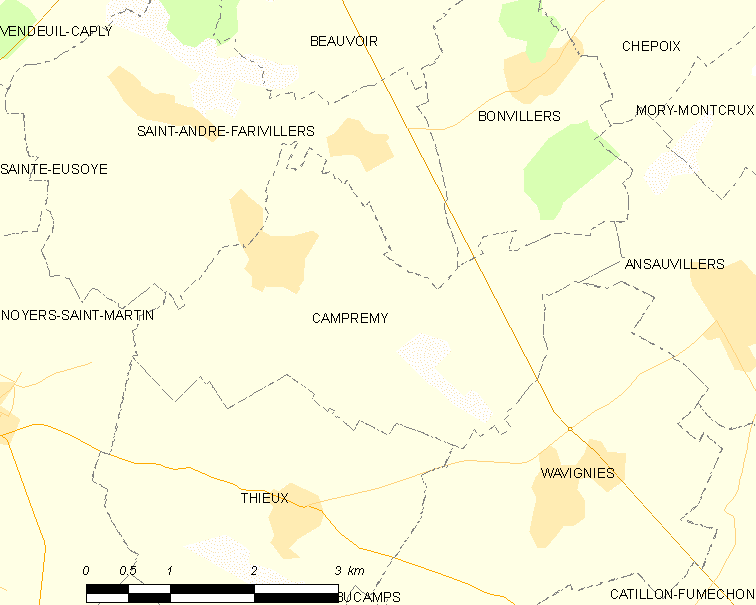
康普勒米的OSM定位图

## 行政
康普勒米的邮政编码为60480，INSEE市镇编码为60123。

## 政治
康普勒米所属的省级选区为圣瑞斯特昂绍塞县。

## 人口

1962-2008年间康普勒米人口变化图示

康普勒米于2022年1月1日时的人口数量为476人。